# Zenon Przesmycki

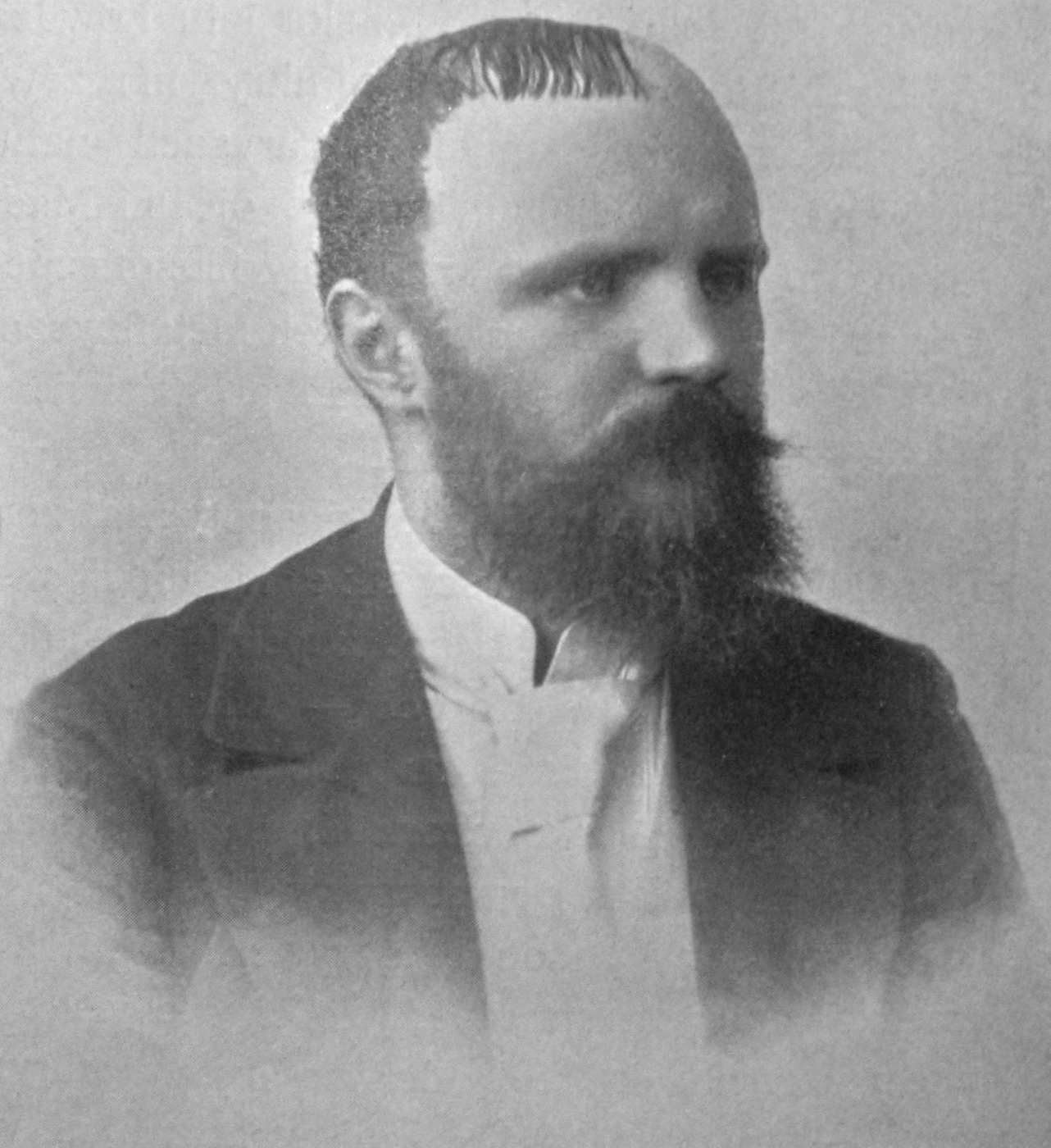
Zenon Przesmycki

Zenon Przesmycki (* 22. Dezember 1861 in Radzyń Podlaski, Polen; † 17. Oktober 1944 in Warschau) war ein polnischer Dichter, Übersetzer und Literaturkritiker. Er wird der Periode des Jungen Polen zugerechnet und hat heute vor allem als Wiederentdecker von Cyprian Kamil Norwid Bedeutung. Viele Werke verfasste er unter dem Pseudonym Miriam.

## Leben
Przesmycki kam aus einer Adelsfamilie aus dem Herb Paprzyca. Er studierte Rechtswissenschaften in Warschau und Philosophie in Wien. Bereits als Student betätigte er sich als Übersetzer und Literaturkritiker, 1887–1888 war er Chefredakteur der neugegründeten Zeitschrift Życie (Leben). Er übersetzte zahlreiche französisch- und englischsprachige Autoren ins Polnische, insbesondere Arthur Rimbaud und Robert Browning, aber auch Charles Baudelaire und Edgar Allan Poe. Von 1895 bis 1900 hielt er sich in Paris auf, wo er auf die Werke des dort verstorbenen und völlig vergessenen Cyprian Kamil Norwid stieß. Ab 1901 gab er die Monatszeitschrift Chimera heraus, in der unter anderem Władysław Reymont, Jerzy Żuławski und Stefan Żeromski Beiträge veröffentlichten. Przesmycki nutzte die Zeitschrift, um unbekannte Werke von Norwid und Juliusz Słowacki zu publizieren.
Nach dem Ersten Weltkrieg war Przesmycki Minister für Kunst und Kultur unter Ignacy Jan Paderewski und Leopold Skulski. 1933 wurde er Mitglied der Polska Akademia Literatury. Er starb im Oktober 1944, kurz nach der Niederschlagung des Warschauer Aufstands, in einem improvisierten Krankenhaus in Warschau.